# 阿金斯科耶區

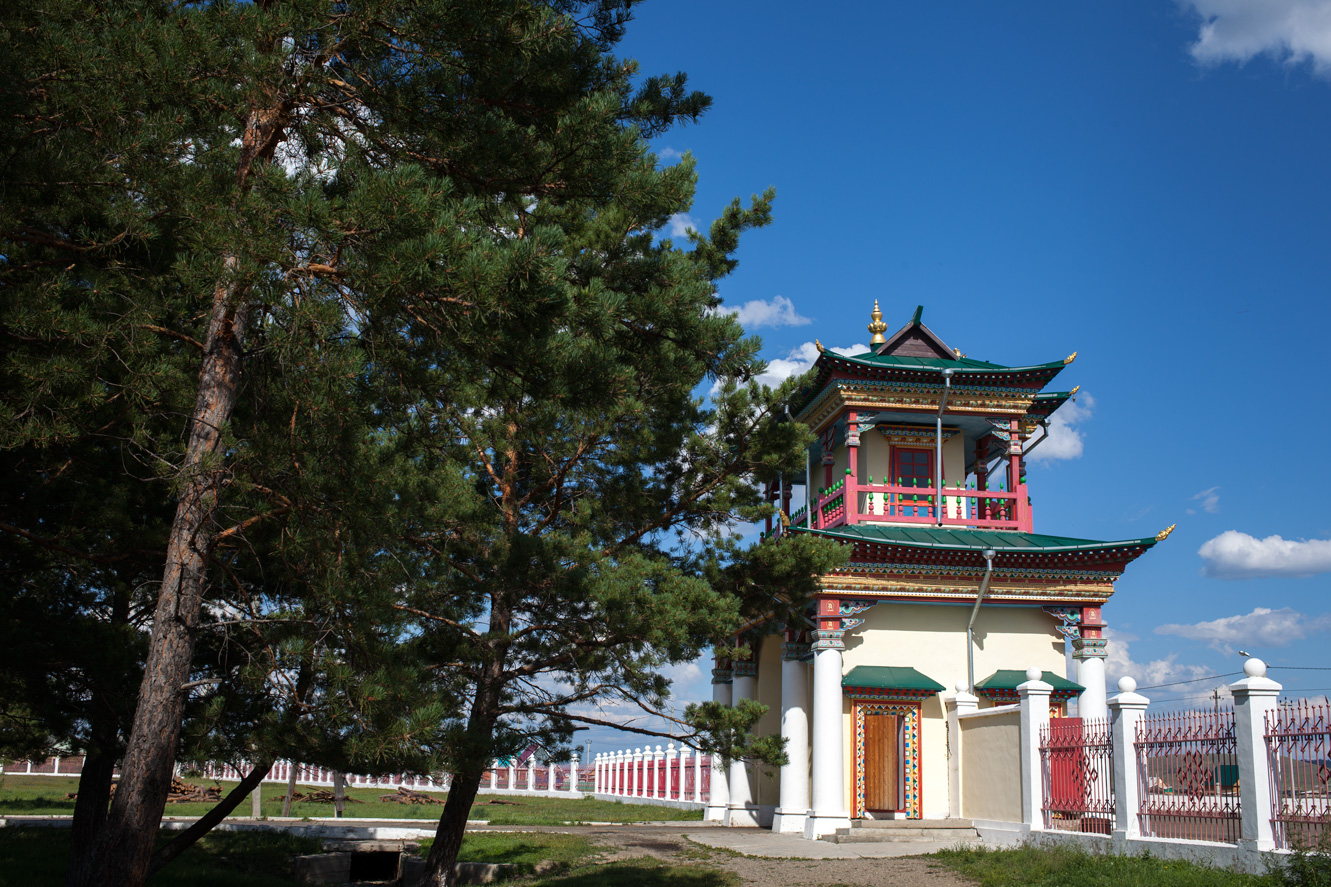

50°53′56″N 114°31′59″E / 50.899°N 114.533°E
阿金斯科耶區是俄羅斯的一個區，位於該國西部，由外貝加爾邊疆區負責管轄，始建於1941年1月16日，面積6,300平方公里，2010年人口34,354，人口密度每平方公里5.45人。